# Corethrella blanda
Corethrella blanda är en tvåvingeart som beskrevs av Dyar 1928. Corethrella blanda ingår i släktet Corethrella och familjen Corethrellidae. Inga underarter finns listade i Catalogue of Life.